# 프로즌 요거트

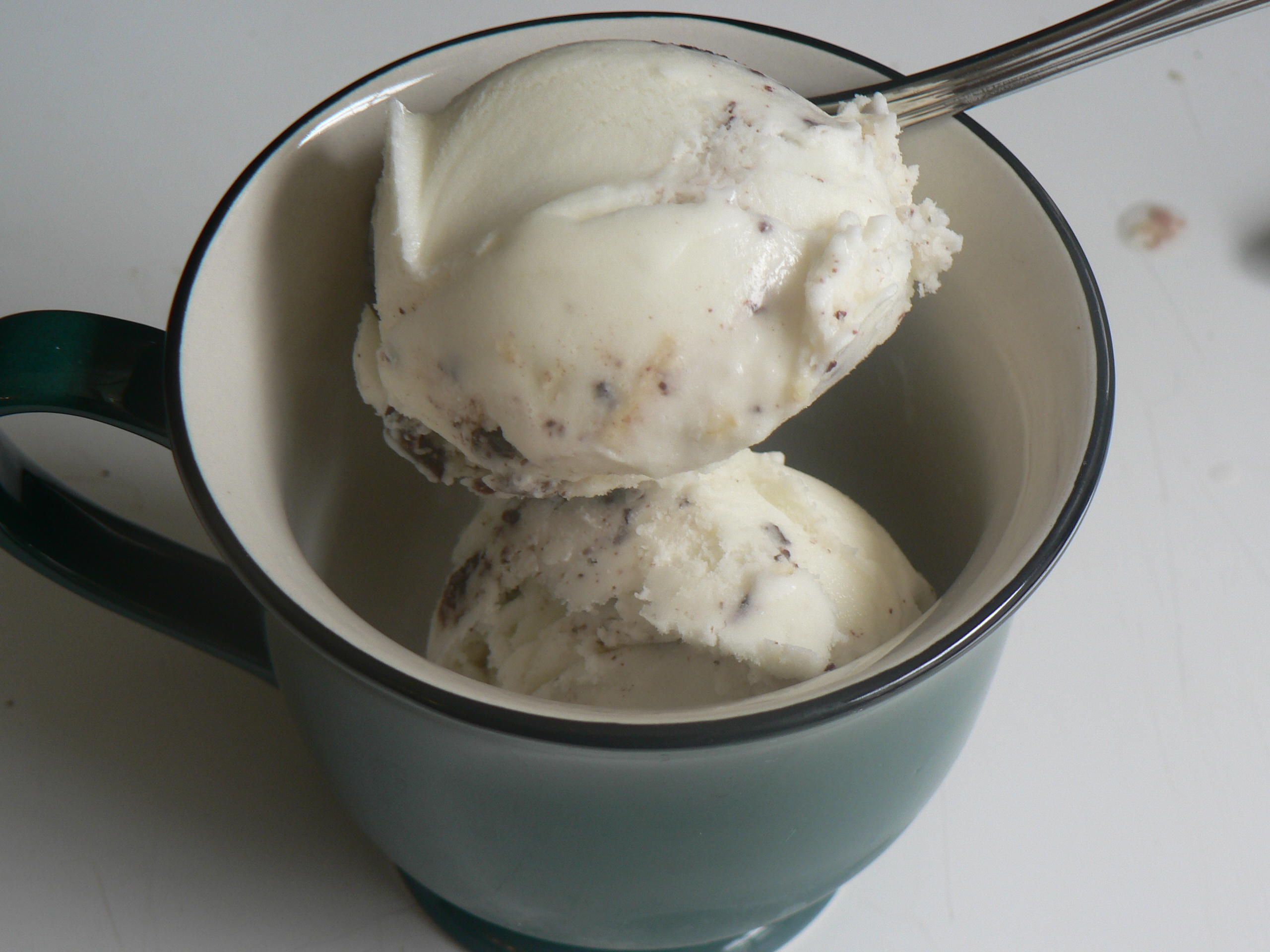
프로즌 요거트

프로즌 요거트(frozen yogurt, frozen yoghurt, frogurt) 또는 프로요(FroYo)는 요거트(요거트), 유사 유제품 등을 재료로 하는, 그리고 차게 해서 먹는 후식이다. 프로즌 요거트는 아이스크림보다 지방이 적게 들어 있다. 저지방, 혹은 무지방 후식으로서 사람들이 자주 먹는 편이다.
일반적으로 프로즌 요거트에는 저지방(혹은 무지방) 요거트가 들어간다. 또한 프로즌 요거트에는 감미료, 착색료, 향료 등이 들어 간다. 프로즌 요거트는 보통 아이스크림 머신을 가지고 만들며, 흔히 블렌더를 가지고 과일과 섞어 만든다. 프로즌 요거트는 아이스크림보다 천천히 얼고 또한 천천히 녹는다. 요거트가 우유보다 융해열을 많이 필요로 하기 때문이다.
설탕이 안 들어간 프로즌 요거트도 쉽게 구해서 먹을 수 있다. 당뇨병 환자 등 설탕을 기피하는 사람들에게는 프럭토스로 맛을 낸 프로즌 요거트가 많이 팔린다. 또한 락토스(유당)에 민감한 사람들이 아이스크림 대신 먹기도 한다. 유산균들이 락토스의 소화를 돕기 때문이다. 최근 발효 프로바이오틱(생균제가 포함된) 프로즌 요거트가 인기를 얻고 있다. 이러한 종류의 프로즌 요거트는 요겐 프뤼츠 등이 판매하고 있다. 사람들은 이러한 종류의 요거트가 건강에 좋다고 여기고 있다.

## 지역별 프로즌 요거트

### 미국
미국 최초로 프로즌 요거트를 판매하기 시작한 회사 중 하나는 다농이다. 이 회사가 판매하던 제품은 대니'즈(Danny's)라고 불리던 제품인데, 나무딸기향이 나며 다크 초콜렛으로 덮인, 미리 만들어져 포장된 프로즌 요거트 제품이었다. 초창기 대니'즈 요거트는 오늘날의 프로즌 요거트에 비해 톡쏘는 맛이 강했다.  최근에는, 레드 망고, 핑크베리의 제품이 신맛이 강하다.

### 대한민국
대한민국은 타 나라보다 늦게 들어왔고 인지도가 없었다. 그러나 요맘때의 등장과 레드 망고의 한국 상륙으로 요거트 아이스크림의 인지도를 높혀 요거트 아이스크림 시장을 넓혔지만, 세월이 흘러가 커피가 대세가 되고 레드 망고가 모두 폐점되어 인지도는 다시 줄어들었지만, 커피와 잘 맞는 프랜차이즈인 요거프레소의 등장과, 요아정 등 많은 프랜차이즈가 생기면서 다시 인지도는 높아지고 있다. 우리나라에서는 프로즌 요거트나 프로요 대신 '요거트 아이스크림'이라고 부르고 있다.

## 같이 보기
- 아이스크림
- 요구르트
- 셔벗
- 소프트 아이스크림
- 아이스크림 샌드위치